# Hans Hemming Wesslau
Hans Hemming Wesslau, född 20 oktober 1807 i Uddevalla, död 22 januari 1884 i Göteborg, var en svensk grosshandlare och industriman.

## Biografi
Wesslau var son till handelsmannen Christian Wesslau och Sara Britta Bodell, men växte upp på Gustafsbergs barnhus och kom 1821 till Göteborg för att arbeta som handelsbokhållare. Han bosatte sig 1830 i Örebro där han öppnade en egen affär och var ombud för diligensförbindelsen Stockholm-Göteborg. Han flyttade 1835 tillbaka till Göteborg och blev 1837 medlem i Göteborgs handelssocietet. Han handlade med garn och kläde och verksamheten expanderade och gjorde honom förmögen. År 1840 startade han ett dräll- och jaquardväveri vars kvalitet framgångsrikt konkurrerade med importerade varor. Han inköpte 1846 Almedal vid Mölndalsån i Örgryte, vilket förvandlades till Sveriges första mekaniska linspinneri och linneväveri som kombinerades med färgeri och blekeri. 
Verksamheten överläts 1849 på ett bolag med T. Hammarén och Wesslau själv som huvudägare och 1856 såldes det till Almedahls fabriks AB, där Wesslau ingick som stiftare. Efter en förödande brand 1858 lämnade han företaget och återgick till sin tidigare affärsverksamhet.
Wesslau sökte genom social välfärd med bostäder skapa en lojal och stabil bas av arbetare för Almedal. Bland annat inrättades en friskola för Almedals ungdom och i Örgryte landskommun blev han uppskattad för sin patriarkala omsorg om arbetarna.

## Familj
Han var gift med Britta Catarina Nordling (1806–1879). Bror Wesslau var hans brorson. Han avled 1884 och efterlämnade en dotter och tre söner och är begravd på Örgryte gamla kyrkogård i Göteborg.